# Keisuke Kuwata
Keisuke Kuwata (桑田 佳祐, Kuwata Keisuke, né le 26 février 1956) est un célèbre musicien, auteur-compositeur japonais ; il est par-dessus tout le meneur du groupe pop-rock Southern All Stars dont il est à la fois chanteur et guitariste. Il est aussi connu pour sa carrière solo avec son groupe, le Kuwata band. Il a étudié à l'université Aoyama Gakuin.
Keisuke Kuwata doit son succès à une musique forte d'un mélange des genres entre musique rock occidentale et J-pop qui sut plaire au public japonais. Bien qu'il soit principalement guitariste et chanteur, il est capable de jouer à diverses positions d'une formation musicale. Il a d'ailleurs réalisé un album dans lequel il joue lui-même de tous les instruments. En 2010, son groupe Southern All Stars est classé #1 et le Kuwata Band #12 dans la liste des 100 artistes pop préférés des Japonais.
En plus de son travail en tant que producteur de disques, réalisateur de films et musicien au sein du groupe Southern All Stars et de son groupe solo, Keisuke Kuwata a composé des bandes son pour le cinéma.

## Éléments biographiques
Keisuke Kuwata est né le 26 février 1956 et a grandi à Chigasaki dans la préfecture de Kanagawa au Japon.
Sa femme Yuko Hara (ja)  est elle aussi membre du groupe Southern All Stars pour lequel elle officie comme clavier et choriste. Ils se sont rencontrés à l'université à une époque où ils faisaient tous deux partie du même groupe de musiciens. Ils partagent depuis leur amour pour la musique blues. Ils ont eu deux garçons ensemble.
Le 28 juillet 2010, un communiqué de sa maison de disques informe la presse qu'on a diagnostiqué un cancer de l'œsophage à la célébrité.

## Style musical et influences

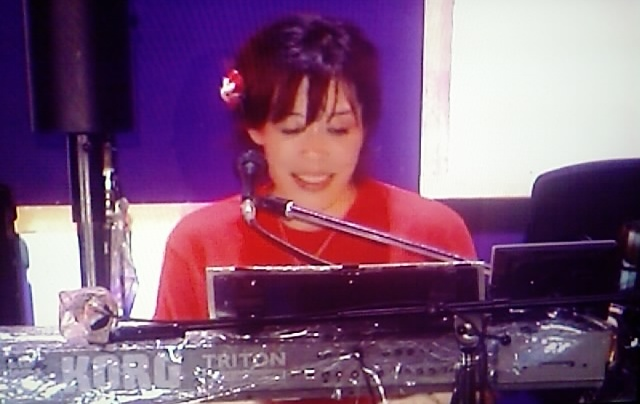
Yuko Hara au clavier durant le concert fêtant les 30 ans du groupe Southern All Stars (2008).

Keisuke Kuwata joue de la guitare, de la basse, de la batterie ainsi que du piano.  Pour l'album Suteki Na Mirai Wo Mite Hoshii (素敵な未来を見て欲しい), il a joué tous les instruments et a enregistré le disque d'un bout à l'autre seul.
Son travail reflète des influences occidentales nombreuses et variées. Il partage avec sa femme Yuko Hara, clavier et choriste du groupe Southern All Stars, une influence allant de la musique folk américaine de Bob Dylan, The Band, du blues et le rock sudiste jusqu'au rock 'n' roll. Keisuke Kuwata a effectué de nombreuses reprises de morceaux d'Eric Clapton.
En plus de Bob Dylan, le travail de Keisuke Kuwata reflète aussi une influence de la musique du sud des États-Unis, notamment de groupes comme Creedence Clearwater Revival et Little Feat. Le groupe Southern All Stars a d'ailleurs joué avec ces derniers à plusieurs occasions et ont enregistré des reprises du groupe. Keisuke Kuwata a chanté dans un concert en hommage à Lowell George, le leader original de Little Feat et a enristré une vidéo de medley contenant son interprétation de Dixie Chicken.
En 1991, il commence une série de concerts similaire aux MTV Unplugged, appelée les « Acoustic Revolution ». Il est alors accompagné de Hirokazu Ogura à la guitare, de Yoshiyuki Sahashi à la mandoline ainsi que d'autres musiciens utilisant exclusivement des instruments acoustiques. Ici encore, Keisuke Kuwata montre son amour de Dylan en reprenant plusieurs standards dont le célèbre Like a Rolling Stone.
Keisuke Kuwata a aussi développé un amour pour la musique rock. L'importante influence d'Eric Clapton est reconnaissable jusque dans les interprétations de Kuwata de morceaux déjà repris par Clapton. Il a aussi repris des artistes tels que Jimi Hendrix, Bob Marley, et Sam Cooke.
En 1994, durant le On Air Music Fair, il interprète avec Ann Lewis I Shot the Sheriff de Bob Marley.

## Philanthropie
Keisuke Kuwata a joué avec son groupe qu'avec à plusieurs reprises lors de concerts caritatifs pour la lutte contre le sida. Lors de ces représentations il joue en plus des siens des morceaux issus du répertoire occidental pour attirer une audience la plus large possible. En fonction de l'année du concert les chansons interprétées peuvent répondre à un thème commun.
Durant ces concerts à visées caritatives, il a été rejoint par d'autres groupes et musicien. Le groupe le plus notable est Yamagu (山弦), dans lequel joue les guitaristes reconnus que sont Hirokazu Ogura (小倉 博和, Ogura Hirokazu) et Yoshiyuki Sahashi (佐橋 佳幸, Sahashi Yoshiyuki).
Les reprises les plus notables effectuées durant ces concerts sont :
- 1999 Little Wing, de Jimi Hendrix, ainsi que Why Does Love Got to Be So Sad?, écrite par Eric Clapton ;
- 2004 Thème: The Golden Age Of British Rock
  - Time des Pink Floyd, Highway Star de Deep Purple, We Will Rock You de Queen ;
- 2006 Proud Mary de Creedence Clearwater Revival.

## Discographie
Pour sa carrière solo, Keisuke Kuwata s'est fait accompagner par les groupes Southern All Stars, KUWATA BAND, SUPER CHIMPANZEE, Kuwata Keisuke&Mr.Children et Kuwata Keisuke&His Friends.

### Singles
|     | Date de sortie | Titre                             | Format           | Référence                |
| --- | -------------- | --------------------------------- | ---------------- | ------------------------ |
| 1er | 06/10/1987     | 悲しい気持ち (JUST A MAN IN LOVE) | EP               | VIHX-1725                |
| 1er | 06/10/1987     | 悲しい気持ち (JUST A MAN IN LOVE) | 8 cmCD           | VDRS-1001                |
| 2nd | 16/03/1988     | いつか何処かで (I FEEL THE ECHO)  | EP               | VIHX-1731                |
| 2nd | 16/03/1988     | いつか何処かで (I FEEL THE ECHO)  | 8cmCD            | VDRS-1010                |
| 2nd | 16/03/1988     | いつか何処かで (I FEEL THE ECHO)  | CT               | VST-10347                |
| 3e  | 06/10/1993     | 真夜中のダンディー                | 8cmCD            | VIDL-170                 |
| 3e  | 06/10/1993     | 真夜中のダンディー                | CT               | VISL-280                 |
| 4e  | 24/08/1994     | 月                                | 8cmCD            | VIDL-201                 |
| 4e  | 24/08/1994     | 月                                | CT               | VISL-311                 |
| 5e  | 31/10/1994     | 祭りのあと                        | 8cmCD            | VIDL-202                 |
| 5e  | 31/10/1994     | 祭りのあと                        | CT               | VISL-312                 |
| 6e  | 04/07/2001     | 波乗りジョニー                    | EP               | VIZL-60                  |
| 6e  | 04/07/2001     | 波乗りジョニー                    | 12cmCD           | VICL-35300               |
| 7e  | 2001年10月24日 | Modèle:Larger                     | EP               | VIJL-60090               |
| 7e  | 2001年10月24日 | Modèle:Larger                     | 12cmCD           | VICL-35330               |
| 8e  | 2002年6月26日  | Modèle:Larger                     | EP               | VIJL-60095               |
| 8e  | 2002年6月26日  | Modèle:Larger                     | 12cmCD           | VICL-35380               |
| 9e  | 2007年5月16日  | 明日晴れるかな                    | EP               | VIJL-60600               |
| 9e  | 2007年5月16日  | 明日晴れるかな                    | 12cmCD           | VICL-36600 (1re édition) |
| 9e  | 2007年5月16日  | 明日晴れるかな                    | 12cmCD           | VICL-36601 (réédition)   |
| 10e | 2007年8月22日  | 風の詩を聴かせて                  | EP               | VIJL-60800               |
| 10e | 2007年8月22日  | 風の詩を聴かせて                  | 12cmCD（初回版） | VICL-36800               |
| 11e | 2007年12月5日  | Modèle:Larger                     | EP               | VIJL-60900               |
| 11e | 2007年12月5日  | Modèle:Larger                     | 12cmCD           | VIZL-371 (1re édition)   |
| 11e | 2007年12月5日  | Modèle:Larger                     | 12cmCD           | VICL-37100 (réédition)   |
| 12e | 2009年12月9日  | Modèle:Larger                     | EP               | VIJL-62000               |
| 12e | 2009年12月9日  | Modèle:Larger                     | 12cmCD           | VIZL-380 (1re édition)   |
| 12e | 2009年12月9日  | Modèle:Larger                     | 12cmCD           | VICL-37200 (réédition)   |
| 13e | 25/08/2010     | 本当は怖い愛とロマンス            | EP               | VIJL-60500               |
| 13e | 25/08/2010     | 本当は怖い愛とロマンス            | 12cmCD           | VIZL-550 (1re édition)   |
| 13e | 25/08/2010     | 本当は怖い愛とロマンス            | 12cmCD           | VICL-37300 (réédition)   |